# Vale de Orcia
O Vale de Orcia ou Valdorcia é uma região da Toscana, Itália central, que se estende do sul das colinas de Siena ao Monte Amiata. É caracterizada pelas colinas cuidadosamente cultivadas, salpicadas com cidades e vilas pitorescas como Pienza (reconstruída como "cidade ideal" no Século XV sob o patronato do Papa Pio II), Radicofani (lar do famoso herói Ghino di Tacco) e Montalcino (o Brunello de Montalcino é tido como um dos vinhos mais prestigiosos da Itália). É uma paisagem que tornou-se familiar graças às paisagens das obras de arte da Renascença à fotografia moderna.

## Patrimônio Mundial da UNESCO
Em 2004 o Vale de Orcia foi adicionado à lista de Patrimônio Mundial da UNESCO pela importância do Vale nas obras de arte desde a Renascença.

## Orcia DOC
Nesta região são produzidos os vinhos Sangiovese e Trebbiano, com a denominação de Denominazione di origine controllata (DOC). Os vinhos tintos DOC são compostos no mínimo de 60% Sangiovese com outras variedades locais, como a Abrusco. Os vinhos brancos e o Vin Santo DOC são compostos de no mínimo 50% Trebbiano e o restante com outras variedades locais. Todas as uvas para produção de vinhos DOC são limitados a um máximo de 10 toneladas por hectare com uma graduação alcoólica mínima de 12%.

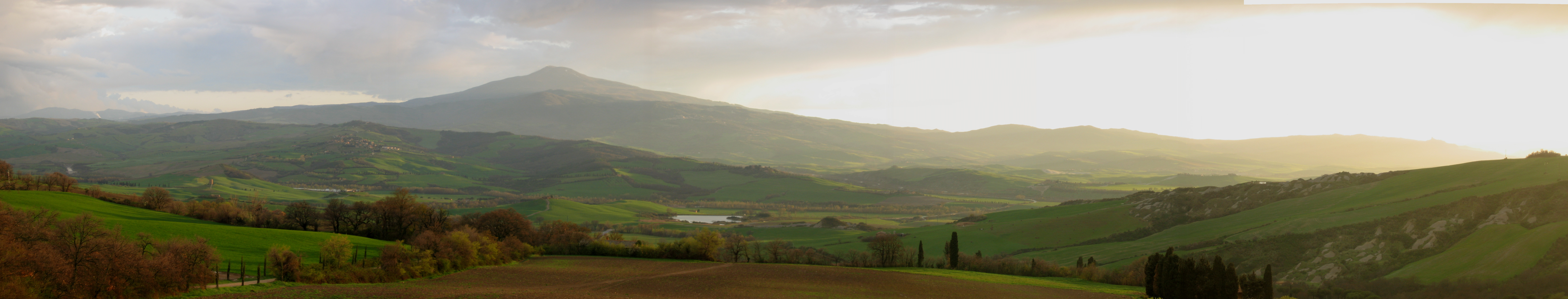
Vale de Orcia com o Monte Amiata

## Cultura popular
O livro Guerra no Vale de Orcia de Iris Origo é um romance sobre a Segunda Guerra Mundial nesta região.